# ماريه فان هونينستين
ماريه فان هونينستين (من مواليد 2 مارس 1995) هي عداءة هولندية حصلت على الميدالية الفضية في سباق 4 × 100 متر تتابع في بطولة أوروبا لألعاب القوى 2018. تدربت في شبابها على رياضة الجمباز قبل أن تتحول إلى ألعاب القوى في سن الثالثة عشرة.
في عام 2023 بدأت بسباق التتابع 4 × 100 متر في بطولة العالم في بودابست وساعدت الفريق في الوصول إلى النهائي. في العام التالي، في بطولة العالم لألعاب القوى في جزر الباهاما، احتلت المركز السادس في الجولة الأخيرة من سباق 4 × 100 متر في 43.07 ثانية، وبذلك ضمنت للفريق الهولندي مكانًا أساسيًا في الألعاب الأولمبية في باريس. ثم فازت بالميدالية البرونزية في بطولة أوروبا في روما في 42.46 ثانية مع نادين فيسر ومينكي بيشوبس وتاسا جيا خلف فرق المملكة المتحدة وفرنسا.

## المسابقات الدولية
| العام        | المسابقة                       | المكان                  | المركز       | حدث               | ملاحظة       |
| تمثيل هولندا | تمثيل هولندا                   | تمثيل هولندا            | تمثيل هولندا | تمثيل هولندا      | تمثيل هولندا |
| ------------ | ------------------------------ | ----------------------- | ------------ | ----------------- | ------------ |
| 2014         | بطولة العالم للناشئين          | يوجين، الولايات المتحدة | 44th (h)     | 100 متر           | 12.14        |
| 2014         | بطولة العالم للناشئين          | يوجين، الولايات المتحدة | 8th (h)      | 4 × 100 متر تتابع | 45.29        |
| 2016         | بطولة أوروبا                   | أمستردام، هولندا        | 7th (h)      | 4 × 100 متر تتابع | 43.34        |
| 2017         | بطولة أوروبا تحت 23 سنة        | بيدغوشتش، بولندا        | 28th (h)     | 100 متر           | 12.23        |
| 2018         | بطولة أوروبا                   | برلين، ألمانيا          | 21st (sf)    | 100 متر           | 11.49        |
| 2018         | بطولة أوروبا                   | برلين، ألمانيا          | 2nd          | 4 × 100 متر تتابع | 42.15        |
| 2019         | بطولة العالم                   | الدوحة، قطر             | 35th (h)     | 100 متر           | 11.48        |
| 2019         | بطولة العالم                   | الدوحة، قطر             | 9th (h)      | 4 × 100 متر تتابع | 43.01        |
| 2021         | سباقات التتابع في بطولة العالم | كورزو، بولندا           | 1st (h)      | 4 × 100 متر تتابع | 43.28        |
| 2021         | الألعاب الأولمبية              | طوكيو، اليابان          | 24th (h)     | 100 متر           | 11.27        |
| 2021         | الألعاب الأولمبية              | طوكيو، اليابان          | 7th (h)      | 4 × 100 متر تتابع | 42.811       |
| 2023         | بطولة العالم                   | بودابست، المجر          | 6th (h)      | 4 × 100 متر تتابع | 42.53        |
| 2024         | بطولة أوروبا                   | روما، إيطاليا           | 3rd          | 4 × 100 متر تتابع | 42.46        |

1لم تنهي النهائي